# Бобслей на зимних Олимпийских играх 1972
Соревнования по бобслею на зимних Олимпийских играх 1972 года прошли с 4 по 12 февраля в Саппоро. На момент избрания этого города в качестве центра следующей Олимпиады у японцев не было никакого бобслейного опыта, поэтому возведение новой трассы поручили иностранным специалистам. Строительство началось в октябре 1969 года на северном склоне горы Тэинэ, расположенной в нескольких километрах к северо-западу от Саппоро. Объект был сдан в эксплуатацию в январе 1970 года, но до старта Игр проектировщики продолжали вносить в конструкцию незначительные изменения.
Длина трассы составила 1568 м при высоте в 132 м и среднем градиенте 8,4 %. Точка старта находилась на высоте 495 м над уровнем моря, траектория имела 14 поворотов. В отличие от предыдущей Олимпиады, прошедшей в Гренобле, погода благоприятствовала проведению соревнований — на протяжении всех заездов температура окружающего воздуха оставалась в районе от –6 до –8 градусов Цельсия. 
Были разыграны два комплекта наград. В соревнованиях приняли участие 79 человек из 11 стран мира, из них только хозяева появились в зачёте впервые, кроме того, японская сборная стала первой азиатской командой на олимпийских соревнованиях по бобслею. В зачёте двухместных экипажей немецкий пилот Вольфганг Циммерер оторвался от преследователей уже после первых двух попыток, и уже в первый день соревнований было понятно, что он получит золотую медаль. Японцы показали неплохой для дебютантов результат, приехав пятнадцатыми — позади остались амбициозные сборные США, Канады и Великобритании. В состязаниях четвёрок блеснул швейцарский пилот Жан Вики, выполнивший четыре практически идеальные попытки, он добыл первое золото для Швейцарии за последние шестнадцать лет. Победитель зачёта определился сразу, но за оставшиеся места на подиуме развернулась весьма ожесточённая борьба между сборными Италии и ФРГ. В итоге итальянцам всё-таки удалось взять серебро, хотя немцы отстали всего лишь на 0,09 секунды.
После окончания состязаний бобслей оказался под угрозой исключения из олимпийской программы, в частности, с критикой этого вида спорта выступил тогдашний президент Международного олимпийского комитета Эвери Брендедж: «Бобслей отныне не будет олимпийской дисциплиной. Во всём мире только две или три сотни спортсменов выступают в этом виде спорта. Трасса в Саппоро обошлась городу в 1,5 млн долларов, и теперь они собираются снести её». Вопреки этому высказыванию, бобслей остался-таки в олимпийской программе, а трасса на самом деле была демонтирована лишь в 1991 году. Тем не менее, этот вид спорта хоть и не был убран из Олимпийских игр, жители Денвера, выбранного для проведения следующих соревнований, по итогам референдума отказались финансировать строительство у себя такого сооружения.

## Медали

### Общий зачёт
| Общее количество медалей |           |        |         |        |       |
| Место                    | Страна    | Золото | Серебро | Бронза | Всего |
| 1                        | ФРГ       | 1      | 1       | 1      | 3     |
| 2                        | Швейцария | 1      | 0       | 1      | 2     |
| 3                        | Италия    | 0      | 1       | 0      | 1     |

### Медалисты
| Дисциплина       | Золото                                                                  | Серебро                                                                              | Бронза                                                                              |
| Мужчины-двойки   | ФРГ · Вольфганг Циммерер · Петер Уцшнайдер                              | ФРГ · Хорст Флот · Пепи Бадер                                                        | Швейцария · Жан Вики · Эди Хубахер                                                  |
| Мужчины-четвёрки | Швейцария · Жан Вики · Эди Хубахер · Ханс Лойтенеггер · Вернер Камихель | Италия · Невио де Цордо · Джанни Бонишон · Адриано Фрассинелли · Коррадо даль Фаббро | ФРГ · Вольфганг Циммерер · Петер Уцшнайдер · Штефан Гайсрайтер · Вальтер Штайнбауэр |